# Rotaka

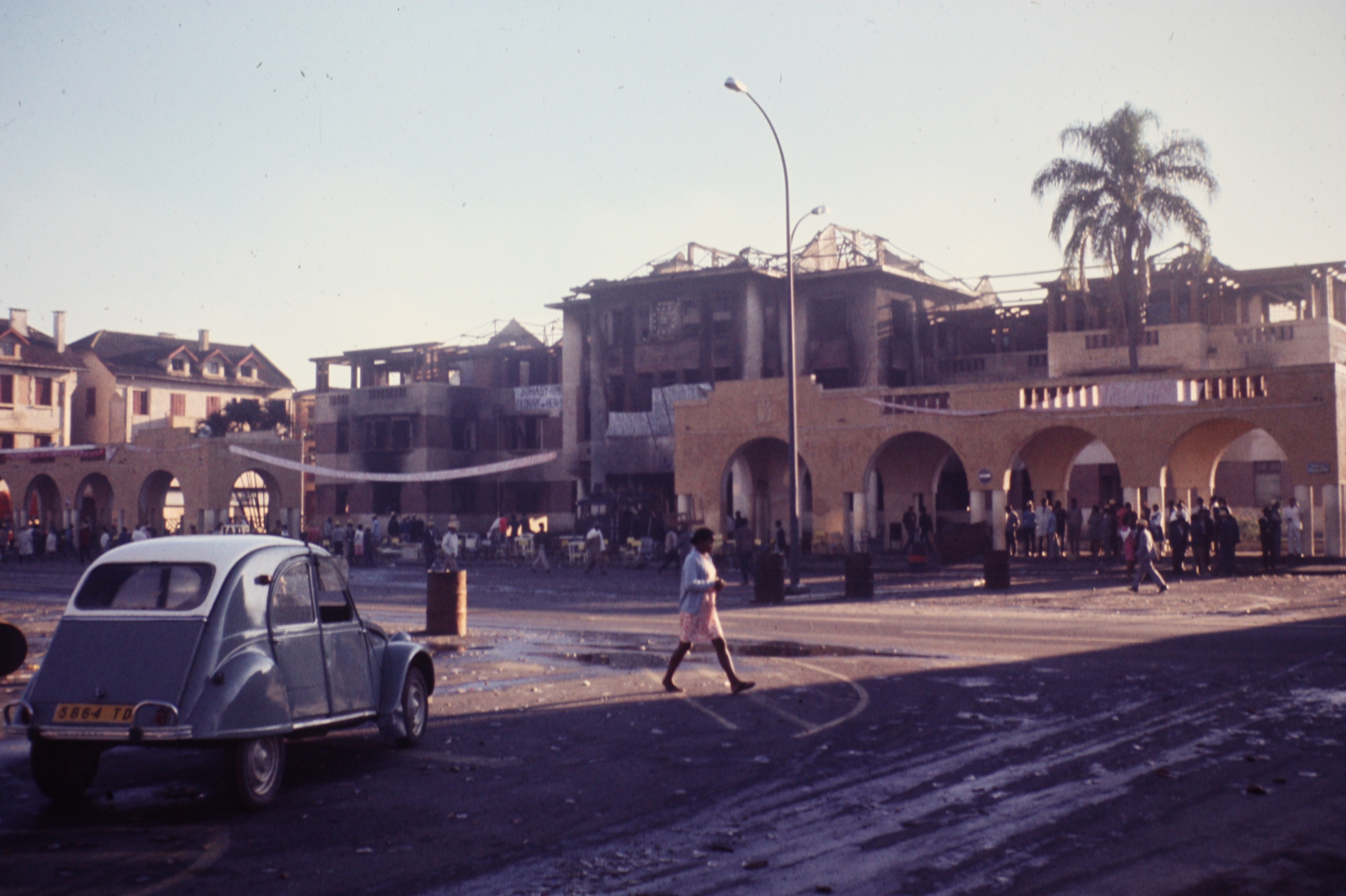
Demonstranten in Antananarivo brannten 1972 das Hotel de Ville nieder.

Rotaka (Malagasy Rotaka tamin’ ny taona 1972, französisch Révolution malgache) war eine Reihe von Bauern- und Studentenprotesten in Madagaskar zwischen April 1971 und Mai 1972. Die Proteste führten zum Zusammenbruch der Ersten Republik unter Präsident Philibert Tsiranana.

## Hintergrund
Madagaskar erlangte seine Unabhängigkeit von Frankreich 1960. Der erste Präsident der jungen Republik, Philibert Tsiranana, wurde nicht in einer offenen Wahl gewählt, sondern vom Senat nominiert, wo Tsirananas stark pro-französische Sozialistische Demokratische Partei (PSD) dominierte. Die PSD war eine Abspaltung der Parti des déshérités de Madagascar (PADESM), einer profranzösischen Partei der Pro-Cotiers (Küstenvölker), die als Reaktion auf die Gründung der Mouvement démocratique de la rénovation malgache (MDRM) im Jahr 1946 durch die Elite der Merina gegründet wurde, da viele Cotiers befürchteten, dass diese versuchen würden, die Hegemonie der Merina wiederherzustellen, die unter dem vorkolonialen Königreich Imerina bestanden hatte. Unter Tsirananas Führung blieb der französische Einfluss stets präsent. Im Jahr 1969 kontrollierten Ausländer 95 % des modernen Industriesektors und stellten ein Viertel aller exportierten Agrarprodukte her, obwohl sie nur einen verschwindend geringen Anteil an der Bevölkerung ausmachten. Der Verkauf von Industrieerzeugnissen wurde größtenteils von der südasiatischen Bevölkerung (Karàna) kontrolliert, während die Import-Export-Unternehmen in französischem Besitz waren. Obwohl Madagaskar während eines Großteils der Ersten Republik eine Zeit wirtschaftlichen Wohlstands erlebte, kam es Ende der 1960er Jahre zu einer Rezession und einer Verschlechterung der Lebensqualität im Land. Diese war größtenteils auf die globale Wirtschaftslage zurückzuführen, die Reaktion Tsirananas war jedoch ineffektiv und gedämpft.
Die Ablehnung der Regierung Tsiranana in der Bevölkerung wuchs. Zu seinen lautstärksten Kritikern gehörte Monja Jaona, ein Tandroy-Politiker der Partei Madagasikara otronin’ny Malagasy (MONIMA), der zwei Jahre lang (1959–1961) Bürgermeister von Toliara gewesen war, bevor er aus machtpolitischen Gründen aus dem Amt gejagt worden war. Jaona hatte sich seitdem ein Image als Oppositionsfigur und Verfechter des einfachen Volkes gegen die zunehmend unpopuläre Politik der PSD erworben, zu der auch die neokolonialen wirtschaftlichen und kulturellen Beziehungen mit Frankreich gehörten, die von der politischen Elite der PSD aufrechterhalten wurden.
Im ersten Jahrzehnt der Vorherrschaft der PSD in der madagassischen Politik konzentrierten sich die PSD-Mitglieder immer weniger auf das gemeinsame Ziel, eine Wiederbelebung der Macht der Merina wie unter dem ehemaligen Königreich Madagaskar zu verhindern, und konzentrierten sich zunehmend auf die Maximierung politischer und finanzieller Vorteile für ihre jeweilige ethnische Gruppe. Im Jahr 1970 kam es innerhalb der PSD zu starken Spannungen zwischen ihrem Bündnis aus nördlichen und westlichen Mitgliedern – zu denen auch der Tsimihety-Präsident Tsiranana gehörte – und den Mitgliedern im südlichen Teil der Insel, die relativ marginalisiert waren und zunehmend mit Jaona sympathisierten. Um Jaona zu neutralisieren und die MONIMA-Partei zu zerschlagen, entwickelte die PSD einen Trick: Der Innenminister André Resampa aus der Westküstenstadt Morondava trat am 10. März 1971 an Jaona heran und drängte ihn, eine Bewegung zur Absetzung Tsirananas anzuführen. Jaonas letztendliches Vorgehen würde der PSD die Gelegenheit bieten, den Parteivorsitzenden und andere Schlüsselfiguren wegen „Rebellion“ zu verhaften und diese abzuwehren, bevor sie groß genug würde, um eine Bedrohung darzustellen. Tsirananas Berater erwarteten, dass die Verhaftung Jaonas auch die PSD-Politiker im Süden und ihre Wählerschaft demoralisieren und behindern und die Kontrolle des Nordens über die Partei und die Politik des Landes festigen würde.

## Bauernproteste (1971)
Jaona stachelte Anfang April 1971 bewaffnete Bauern zu Protesten in Toliara auf. Die MONIMA wurde daraufhin am 3. April 1971 per offiziellem Dekret aufgelöst. Am 6. April hielt Tsiranana eine Radioansprache, in der er Jaona für das Blutvergießen infolge der Zusammenstöße zwischen der Polizei und bewaffneten Demonstranten verantwortlich machte und ihn beschuldigte, Kommunist zu sein, was Jaona lautstark bestritt und sich stattdessen als Nationalist seit seiner Geburt bezeichnete. Am 12. Mai kamen Tsiranana und sechs Minister, darunter Resampa, nach Toliara, um sich mit Jaona zu treffen; Der MONIMA-Vorsitzende war nur dann zu einem Gespräch mit dem Präsidenten bereit, wenn das Gespräch auf Madagassisch und nicht auf Französisch geführt würde, eine Bedingung, der Tsiranana zustimmte. Jaona erklärte, er habe versucht, einen Weg zu finden, in Harmonie mit dem Präsidenten zusammenzuarbeiten, und wurde aus dem Gefängnis entlassen.
Obwohl der Protest schnell vereitelt und MONIMA aufgelöst wurde, hatten Jaonas Bemühungen einen erheblichen Einfluss auf die öffentliche Meinung über Tsiranana. Das Bild, das die Madagassen von ihrem Land als einem entspannten, sanften Land (moramora, laid back, gentle) und von ihrem ersten Präsidenten als einem kultivierten Führer hatten, war durch die gewaltsame Niederschlagung des offensichtlich harmlosen Bauernprotestes zerstört worden.

## Studentenproteste (1971–1972)
Am 24. März 1971 begannen Studenten der Medizinischen Fakultät in Antananarivo mit einem Protest um ihre Ablehnung der Politik und Repressionen der neokolonialen Regierung von Präsident Tsiranana zum Ausdruck zu bringen. Der Protest weitete sich rasch aus und umfasste bald 5.000 Studenten aus zahlreichen Colleges der Universität von Antananarivo. Tsiranana reagierte darauf mit der vorübergehenden Schließung der Universität und dem Verbot von Versammlungen zahlreicher Studentenorganisationen, während die Versammlung der PSD-nahen sozialistischen Studentengruppe weiterhin gestattet blieb. Die Medien berichteten über diesen Protest und den in Toliara und inspirierten Schüler der weiterführenden Schulen und Mittelschulen, ab dem 19. April Solidaritätsproteste zu starten. Es wurde ein Komitee gebildet, um Informationen über den Status der nach Nosy Lava deportierten Gefangenen zu fordern, was zur schnellen Freilassung der im Inselgefängnis festgehaltenen Südstaatler führte.
Am 24. April 1972 protestierten Sekundarschüler in der Hauptstadt Antananarivo aus Solidarität mit den Medizinstudenten der Stadt, um eine Überarbeitung des Lehrplans aus der Kolonialzeit und die Entlassung französischer Lehrer zu unterstützen. Am 13. Mai schossen Sicherheitskräfte in Antananarivo auf protestierende Studenten.

## Nachwirkungen
Innerhalb weniger Tage verkündete Tsiranana seinen Rücktritt und eine Übergangsregierung unter General Gabriel Ramanantsoa wurde eingesetzt.
Madagaskars beliebteste Musikgruppe, Mahaleo, wurde von Studenten gegründet, die bei den Protesten ihrer Schule in Antsirabe auftraten.